# Boophis doulioti
Espèce
Synonymes
- Rhacophorus doulioti Angel, 1934

Statut de conservation UICN

 LC  : Préoccupation mineure
Boophis doulioti est une espèce d'amphibiens de la famille des Mantellidae.

## Répartition et habitat
Cette espèce est endémique de Madagascar. Elle se rencontre jusqu'à 800 m d'altitude dans l'Ouest et le Sud de l'île,. Elle vit dans les forêts sèches, les zones ouvertes et les cultures de riz.

## Étymologie
Cette espèce est nommée en l'honneur de Henri Louis Douliot (1859–1892).

## Publication originale
- Angel, 1934 : Description d'un Vipéridé nouveau du Congo Belge et de deux batraciens de Madagascar. Bulletin de la Société Zoologique de France, vol. 59, p. 169-172.